# Joaquim Torres i Pla
Joaquim Torres i Pla (Barcelona, 1946) és sociolingüista. Va ser un dels fundadors del Grup Català de Sociolingüística (actual SOCS-IEC), que va presidir des de l'any 2007 al 2013. Ha centrat la seva recerca en la demolingüística, amb diverses recopilacions sobre els estudis demoscòpics de la llengua catalana. Així mateix, ha treballat en el camp de la transmissió lingüística intergeneracional i ha coordinat l'anàlisi de les Enquestes d'Usos Lingüístics de Catalunya i Andorra efectuades els anys 2003 i 2004.

## Biografia[calcitació]
Joaquim Torres i Pla (Barcelona, 1946) és sociolingüista. El 1974 va ser un dels fundadors del Grup Català de Sociolingüística, que avui es denomina Societat Catalana de Sociolingüística. Poc temps després fou coordinador de l'Àmbit de Llengua del Congrés de Cultura Catalana. El 2011 va pronunciar la lliçó inaugural de la Universitat Catalana de Prada d'aquell any. Al llarg del període 2007-2013 va ser president de l'esmentada Societat Catalana de Sociolingüística, que durant el seu mandat va esdevenir societat filial de l'Institut d'Estudis Catalans (IEC). És membre del Consell Consultiu de la Xarxa CRUSCAT, organisme que s'ocupa de la recerca sociolingüística a l'IEC, i coordinador d'una de les àrees d'aquesta xarxa. També ha format part del Comitè Editorial de la revista Treballs de Sociolingüística Catalana.
Ha investigat sobretot en el camp de la demolingüística. Així, ha fet treballs sobre les enquestes sociolingüístiques, ha participat en l'explotació de les dades lingüístiques de la majoria dels censos que s'han fet a Catalunya i ha intervingut en l'anàlisi dels resultats de diverses enquestes sociolingüístiques efectuades en diferents territoris de llengua catalana. Ha analitzat, entre d'altres, la transmissió lingüística intergeneracional, els canvis dels usos lingüístics durant la vida de les persones, l'evolució sociolingüística del conjunt de l'àrea de llengua catalana i la situació sociolingüística tan de Catalunya com d'Andorra.

## Obra

### Llibres
- Torres, J., Farràs, J. i Vila, F. Xavier (2000). El coneixement del català. 1996. Mapa sociolingüístic de Catalunya. Anàlisi sociolingüística de l'Enquesta Oficial de població de 1996. Generalitat de Catalunya, Publicacions de l'Institut de Sociolingüística Catalana
- (2005) (coordinador). Estadística sobre els usos lingüístics a Catalunya 2003. Llengua i societat a Catalunya en els inicis del segle xxi, Generalitat de Catalunya, Secretaria de Política Lingüística
- (2006)(coordinador) Enquesta sobre els usos lingüístics a Andorra 2004. Llengua i societat a Andorra en els inicis del segle xxi, Generalitat de Catalunya, Secretaria de Política Lingüística

### Alguns articles[calcitació]
- (1977) “Les enquestes sociolingüístiques catalanes”, Treballs de Sociolingüística Catalana 1, València, Eliseu Climent Editor, 137-146
- (1985) “Les dades lingüístiques del padró del 1975 i les enquestes coetànies”, dins Modest Reixach (ed.) Coneixement i ús de la llengua catalana a la Província de Barcelona, Generalitat de Catalunya, Publicacions de l'Institut de Sociolingüística Catalana, Sèrie Estudis 1, 155-162.
- (2007) “Capítol 3. L'ús familiar i la transmissió lingüística intergeneracional”, dins Llengua i societat als territoris de llengua catalana a l'inici del segle xxi, Generalitat de Catalunya, Secretaria de Política Lingüística, Estudis, 12, 41-63.
- (2009) “La transmissió lingüística familiar intergeneracional: una proposta de model d'anàlisi”, dins Estudis de demolingüística. Actes de la Primera Jornada de Demolingüística de la Xarxa CRUSCAT, Barcelona, Institut d'Estudis Catalans, Xarxa CRUSCAT, 5, 23-32.
- (2009) “La situació demolingüística als territoris de llengua catalana”, ponència presentada al Simposi Internacional sobre el Català al Segle XX. Balanç de la situació i perspectives de futur, octubre 2007, Barcelona, Institut d'Estudis Catalans, 11-36.
- (2011) “El català al món i a Andorra”, ponència presentada als 4rts Debats de Recerca 2009 de la Societat Andorrana de Ciències: la llengua catalana i Andorra, setembre 2009, Societat Andorrana de Ciències i Institut d'Estudis Catalans, 184-206
- (2011) “La demolingüística en els territoris de llengua catalana”, Treballs de Sociolingüística Catalana, 21, Institut d'Estudis Catalans, 183-192.
- (2011) “Catalan Language Immersion in Context”, dins It inTransit, eurocatalan newsletter, issue 6, winter 2011, Catalan in the Classroom, editorial. Edició on-line
- (2011) Capítol 4 “La transmissió lingüística intergeneracional” dins Enquesta d'usos lingüístics de la població 2008: anàlisi. Volum I. Les llengües a Catalunya: coneixement, usos, transmissió i actituds lingüístics, Biblioteca Tècnica de Política Lingüística. Dades i Estudis, 8, Edició on-line penjada a la web de la DGPL
- (2012) “La presència social de la llengua catalana” dins Canemàs, Revista de pensament associatiu, 02 Hivern-Primavera 2012, publicació virtual

(Es tracta de la lliçó inaugural de la Universitat Catalana de Prada del 2011, pronunciada el 17-8-11)